# Acacia pinguifolia
Acacia pinguifolia är en ärtväxtart som beskrevs av John McConnell Black. Acacia pinguifolia ingår i släktet akacior, och familjen ärtväxter. Inga underarter finns listade i Catalogue of Life.